# Wayne Gilchrest

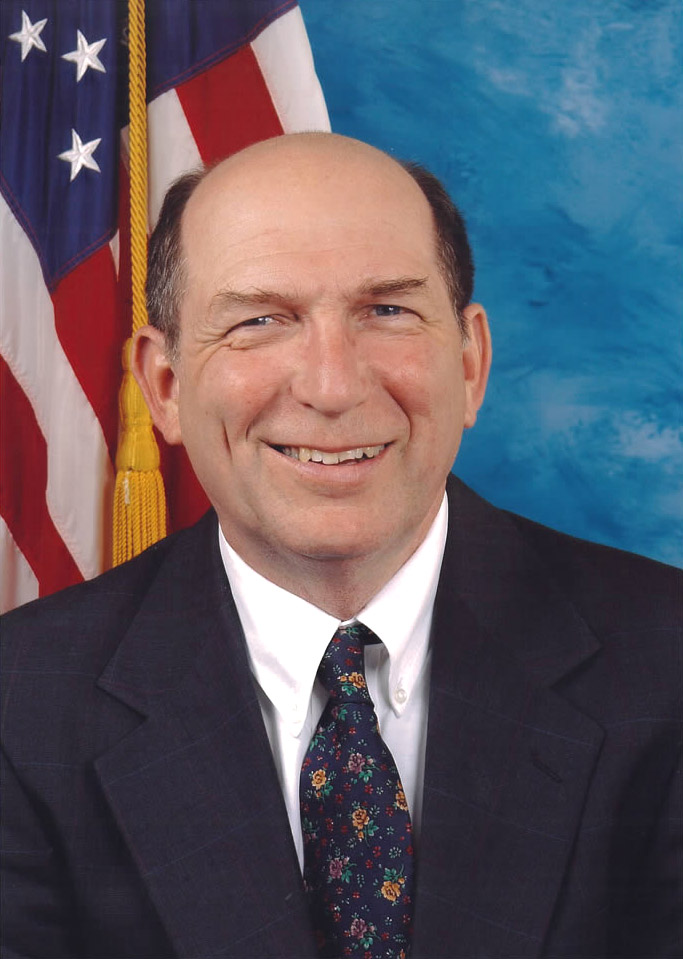
Wayne Gilchrest

Wayne Thomas Gilchrest (* 15. April 1946 in Rahway, New Jersey) ist ein US-amerikanischer Politiker. Zwischen 1991 und 2009 vertrat er den Bundesstaat Maryland im US-Repräsentantenhaus.

## Werdegang
Wayne Gilchrest besuchte bis 1964 die Rahway High School. Danach diente er zwischen 1964 und 1968 im United States Marine Corps; dabei wurde er auch im Vietnamkrieg eingesetzt. Er erhielt für seine Leistungen unter anderem den Bronze Star und das Purple Heart. Nach seiner Militärzeit setzte er seine Ausbildung bis 1971 am Wesley College in Dover (Delaware) fort. Danach besuchte er bis 1973 das Delaware State College in derselben Stadt. In den folgenden Jahren arbeitete Gilchrest als Lehrer. Gleichzeitig schlug er als Mitglied der Republikanischen Partei eine politische Laufbahn ein. Im Jahr 1988 kandidierte er noch erfolglos für das US-Repräsentantenhaus.
Bei den Kongresswahlen des Jahres 1990 wurde Gilchrest dann aber im ersten Wahlbezirk von Maryland in das US-Repräsentantenhaus in Washington, D.C. gewählt, wo er am 3. Januar 1991 die Nachfolge von Roy Dyson antrat, den er zuvor bei der Wahl geschlagen hatte. Nach acht Wiederwahlen konnte er bis zum 3. Januar 2009 neun Legislaturperioden im Kongress absolvieren. Dort war er Mitglied im Committee on Natural Resources und im Ausschuss für Verkehr und Infrastruktur sowie in vier Unterausschüssen. In seine Zeit als Kongressabgeordneter fielen die Terroranschläge am 11. September 2001, der Irakkrieg und der Militäreinsatz in Afghanistan. Gilchrest galt als einer der liberalsten republikanischen Abgeordneten. Das ging so weit, dass er im Jahr 2008 seine Partei scharf kritisierte und den demokratischen Präsidentschaftskandidaten und späteren Wahlsieger Barack Obama favorisierte sowie schließlich auch wählte. Das war mit ein Grund dafür, dass er von seiner Partei nicht mehr zur Wiederwahl nominiert wurde. Später verließ er die Republikanische Partei.
Im US-Präsidentschaftswahlkampf 2024 unterstützte Gilchrest die Kampagne Republicans for Harris.

## Einzelnachweis
1. ↑  "Für unsere Freiheit"– Jetzt wenden sich Republikaner von Trump ab. In: t-online. 6. August 2024, abgerufen am 7. August 2024.

| Personendaten    | Personendaten                                |
| ---------------- | -------------------------------------------- |
| NAME             | Gilchrest, Wayne                             |
| ALTERNATIVNAMEN  | Gilchrest, Wayne Thomas (vollständiger Name) |
| KURZBESCHREIBUNG | US-amerikanischer Politiker                  |
| GEBURTSDATUM     | 15. April 1946                               |
| GEBURTSORT       | Rahway, New Jersey                           |